# Oahu-klarinétmadár
Az Oahu-klarinétmadár (Myadestes woahensis) a madarak (Aves) osztályának verébalakúak (Passerifromes) rendjébe és a rigófélék (Turdidae) családjába tartozó kihalt faj.

## Elterjedése
A Hawaii-szigetek közé tartozó Oahu szigetén élt.

## Megjelenése
Hasa fehér, háta fahéjbarna színű volt rozsdabarna pöttyökkel. Testhossza 22 centiméter volt.

## Kihalása
Kihalását az élőhely irtása, illetve a betelepített ragadozók általi fióka és tojásrablás, továbbá a betelepített madarakról elkapott fertőző betegségek okozták. Kitömött példányait London, Berlin, és Párizs múzeumaiban őrzik.